# Rainer Hartmann (Jazzmusiker)
Rainer Hartmann (* 20. Oktober 1958 in Bayreuth; † 8. Dezember 2023 in Münchberg) war ein deutscher Jazzgitarrist.

## Leben
Rainer Hartmann begann mit zwölf Jahren Gitarre zu spielen. Nachdem er sich zunächst für Rockmusik interessiert hatte, wandte sich der Autodidakt bald der Jazzmusik zu. Mit seiner eigenen Fusion-Band legte er 1993 die CD First Window vor.
Seit Ende der 1980er-Jahre arbeitete Hartmann mit dem Bassisten Christian Zürner zusammen. Mit ihm veröffentlichte er 2001 die Duo-CD Miniaturen im Musikverlag Burger & Müller.
Hartmann starb im Dezember 2023 im Alter von 65 Jahren in Münchberg. Seine Urne wurde auf dem Stadtfriedhof in Bayreuth beigesetzt.